# Lâu đài Alcalá de los Gazules
Lâu đài Alcalá de los Gazules (Tiếng Tây Ban Nha: Castillo) là một lâu đài nằm ở Alcalá de los Gazules, Tây Ban Nha. Lâu đài được công nhận là Bien de Interés Cultural năm 1993.